# Louise Cardoso
Louise Ferreira Cardoso (Rio de Janeiro, 17 aprile 1955) è un'attrice brasiliana.

## Biografia
Formatasi artisticamente al Teatro Tablado sotto la direzione di Maria Clara Machado, vi è rimasta come docente dopo aver recitato in numerosi allestimenti di successo. Nel 1978 ha preso parte alla prima delle sue numerose telenovelas, Gina, dove ha sostenuto un ruolo minore; l'anno successivo è stata invece una delle due protagoniste di Marron Glacé, trasmessa anche in Italia.
Come attrice cinematografica è attiva dal 1976. Il 1987 l'ha vista impersonare Leila Diniz nell'omonimo film biografico sulla vedette brasiliana degli anni 60. Nel 2009 è stata nel cast di From Beginning to End - Per sempre.

## Filmografia

### Telenovelas e miniserie
- Gina (1978)
- Ciranda, Cirandinha (1978)
- Marron Glacé (1979)
- Champagne (1983)
- Viver a Vida (Rede Manchete) (1984)
- Il vento e il tempo (O Tempo e o Vento) (1985)
- Doppio imbroglio (Cambalacho) (1986)
- TV Pirata (1988)
- O Primo Basílio (1988)
- Mico Preto (1990)
- Felicità (Felicidade) (1991)
- Deus nos Acuda (1992)
- Engraçadinha, seus amores e seus pecados (1995)
- Cara e Coroa (1995)
- Zazá (1997)
- La forza del desiderio (Força de um desejo) (1999)
- A Grande Família (2001)
- Porto dos Milagres (2001)
- A Diarista (2004)
- Como uma onda (2004)
- Alma Gêmea (partecipazione speciale) (2005)
- Pagine di vita (Páginas da Vida) (2006)
- JK (2006)
- Faça sua História (2008)
- Malhação (2009)
- Insensato Coração (2011)
- A Mulher Invisível (partecipazione speciale) (2011)
- Doce de Mãe  (2012)
- Sangue Bom (2013)

### Cinema
- O Seminarista (1976)
- Marcados para Viver (1976)
- Se Segura, Malandro! - Laurinha (1977)
- Gente Fina É Outra Coisa (1977)
- Alô, Tetéia (cortometraggio) (1978)
- O Coronel e o Lobisomem (1979)
- Parceiros da Aventura (1979)
- Cabaret Mineiro (1980)
- Teu Tua (1980)
- Gaijin – Os Caminhos da Liberdade (1980)
- O Sonho não Acabou (1981)
- Os Trapalhões na Serra Pelada (1981)
- Bar Esperança (1983)
- A Próxima Vítima (1983)
- Os Vagabundos Trapalhões (1983)
- Baixo Gávea (1986)
- Urubus e Papagaios (1987)
- Sonhos de Menina-Moça (1987)
- Leila Diniz (1987)
- Por Dúvida das Vias (cortometraggio) (1988)
- Matou a Família e Foi ao Cinema (1991)
- Miramar (1997)
- For All - O Trampolim da Vitória (1997)
- Copacabana (2001)
- Gaijin – Ama-me como Sou (2002)
- Apolônio Brasil, o Campeão da Alegria (2003)
- O Ovo (cortometraggio) (2003)
- 1972 (2004)
- Tempos de Paz (2009)
- From Beginning to End - Per sempre (Do Começo ao Fim) (2009)
- Muita Calma Nessa Hora (2010)
- Tutto normale il prossimo Natale (2020)